# Mistrzostwa Azji w Maratonie 2019
Mistrzostwa Azji w Maratonie 2019 – zawody lekkoatletyczne, które odbyły się 22 grudnia w chińskim mieście Dongguan.

## Medaliści
|           | 1. miejsce    | Rezultat | 2. miejsce  | Rezultat | 3. miejsce     | Rezultat |
| Kobiety   | Ri Kwang-ok   | 2:30:56  | Mao Uesugi  | 2:31:57  | Kim Ji-hyang   | 2:32:10  |
| Mężczyźni | Daichi Kamino | 2:12:18  | Ri Kang-bom | 2:12:21  | Ryoichi Matsuo | 2:14:32  |

## Wyniki

### Kobiety
| Pozycja | Zawodniczka                            | Państwo         | Czas    | Uwagi |
| ------- | -------------------------------------- | --------------- | ------- | ----- |
| 01 !    | Ri Kwang-ok                            | Korea Północna  | 2:30:56 |       |
| 02 !    | Mao Uesugi                             | Japonia         | 2:31:57 |       |
| 03 !    | Kim Ji-hyang                           | Korea Północna  | 2:33:03 |       |
| 4.      | Mirai Waku                             | Japonia         | 2:33:03 | PB    |
| 5.      | Pan Yinli                              | Chiny           | 2:33:07 |       |
| 6.      | Galbadrakhyn Khishigsaikhan            | Mongolia        | 2:34:43 | PB    |
| 7.      | Wong Tsz Yan                           | Hongkong        | 2:44:56 |       |
| 8.      | Jekatierina Tunguskowa                 | Uzbekistan      | 2:45:27 | PB    |
| 9.      | Marie Imada                            | Japonia         | 2:48:30 |       |
| 10.     | Vut Tsz Ying                           | Hongkong        | 2:51:44 |       |
| 11.     | Cui Jiangping                          | Chiny           | 2:55:10 |       |
| 12.     | Mariia Korobitskaia                    | Kirgistan       | 2:58:27 |       |
| 13.     | Chang Chih-Hsuan                       | Chińskie Tajpej | 3:01:04 |       |
| 14.     | Arachchillage Siyama Nisansala Bandara | Sri Lanka       | 3:18:31 |       |
| 15.     | Thanyaluck Chanthara                   | Tajlandia       | 3:19:18 |       |
| 16.     | Dwi Tiansi Anggraini                   | Indonezja       | 3:23:23 |       |
| -       | Li Dan                                 | Chiny           | DNF     |       |

### Mężczyźni
| Pozycja | Zawodnik                         | Państwo         | Czas    | Uwagi |
| ------- | -------------------------------- | --------------- | ------- | ----- |
| 01 !    | Daichi Kamino                    | Japonia         | 2:12,18 |       |
| 02 !    | Ri Kang-bom                      | Korea Północna  | 2:12,21 |       |
| 03 !    | Ryoichi Matsuo                   | Japonia         | 2:14:32 |       |
| 4.      | Gao Peng                         | Chiny           | 2:15:56 | PB    |
| 5.      | Narandulam Munkhbayar            | Mongolia        | 2:19:48 | SB    |
| 6.      | Mohammad Jafar Moradi            | Iran            | 2:22:15 | SB    |
| 7.      | Chen Tian Yu                     | Chiny           | 2:22,31 |       |
| 8.      | Ilja Tiapkin                     | Kirgistan       | 2:26:19 |       |
| 9.      | Zikriłła Mamatkułow              | Uzbekistan      | 2:27:32 |       |
| 10.     | Szochruch Dawłatow               | Uzbekistan      | 2:27:33 |       |
| 11.     | Chiang Chieh-Wen                 | Chińskie Tajpej | 2:27:33 | SB    |
| 12.     | Chow Hon Nip Hanniel             | Hongkong        | 2:29:20 |       |
| 13.     | Wan Cheuk Hei                    | Hongkong        | 2:29:40 |       |
| 14.     | Adilet Kysztakbiekow             | Kirgistan       | 2:33:39 |       |
| 15.     | Ngai Kang                        | Hongkong        | 2:33:50 |       |
| 16.     | Mohammad Karim Yaqoot            | Afganistan      | 2:45:27 |       |
| 17.     | Huang Yongzheng                  | Chiny           | 2:45:59 |       |
| 18.     | Dewamuni Gedara Dilan Sadharuwan | Sri Lanka       | 2:48:59 |       |
| 19.     | Kuok Chi Wai                     | Makau           | 2:55:09 |       |
| 20.     | Md Firoz Khan                    | Bangladesz      | 2:56:20 |       |
| 21.     | Tou Weng Keong                   | Makau           | 3:01:16 |       |
| 22.     | Nasrulla Ahmed                   | Malediwy        | 3:45:44 |       |